# Herman Hana
Herman Hana (Amsterdam, 17 maart 1874 - Ermelo 11 december 1952) was een Nederlands kunstenaar, schilder, tekenaar, boekbandontwerper en reclameontwerper. Hana was autodidact. 
Hij woonde en werkte in Amsterdam, Haarlem, Blaricum en Ermelo. 
Hij was een vakkundig schilder die onder andere portretten gemaakt heeft van Carry van Bruggen. Hana werd vooral bekend als boekbandontwerper. Voor de Wereldbibliotheek ontwierp hij er talloze, bijvoorbeeld voor de bekende Winterboeken.
Omstreeks 1910 gaf hij zijn talent en al zijn geld aan een experiment: het bouwen van een uit beton gegoten huis. Hij richtte hiervoor - samen met George E. Small en Henri J. Harms - de Monogram Constuction Compagny (M.M.C.) op om met een gepatenteerde methode goedkope woningen te bouwen. Er werd een proefproject opgezet volgens een ontwerp van architect H.P. Berlage. Het resultaat, Vinkenbaan 14 in Santpoort, is sinds 1984 een Rijksmonument, maar met name de kosten van het bouwen vielen tien keer zo hoog uit als begroot: fl. 60.000. Het initiatief voor de bouw van dit huis kwam van notaris Adriaan Bertling (1863 - 1952) die met belangstelling het nieuwe bouwmateriaal volgde en toen in 1910 met dit materiaal een aantal bouwmaterialen waren gegoten was dat de aanleiding voor Bertling om in datzelfde jaar nog toestemming te vragen voor de bouw van een tuinhuis aan de Duinlustweg (nu Vinkenbaan). Bertling kende Berlage omdat deze vaak op bezoek kwam bij zijn vriend Cornelis Verwey op de Vinkenbaan 25.
In het Haarlem's Dagblad | 1911 | 3 mei 1911 | pagina 1 is het verhaal te lezen van: De dag der gieting. Deze is te vinden in de Krantenviewer Noord-Hollands Archief: nha.courant.nu
In 1914 schreef Hana het stempelboekje. Hana maakte in dit boekje aanschouwelijk hoe men door simpele stempeltechniek, ritmische patronen kon maken van geometrische figuren. 
Hij is kleinzoon van architect Hendrik Hana.

## Enkele tekeningen van Hana

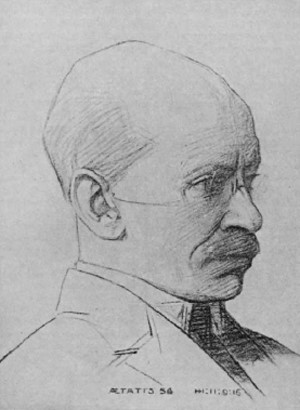
Leo Simons
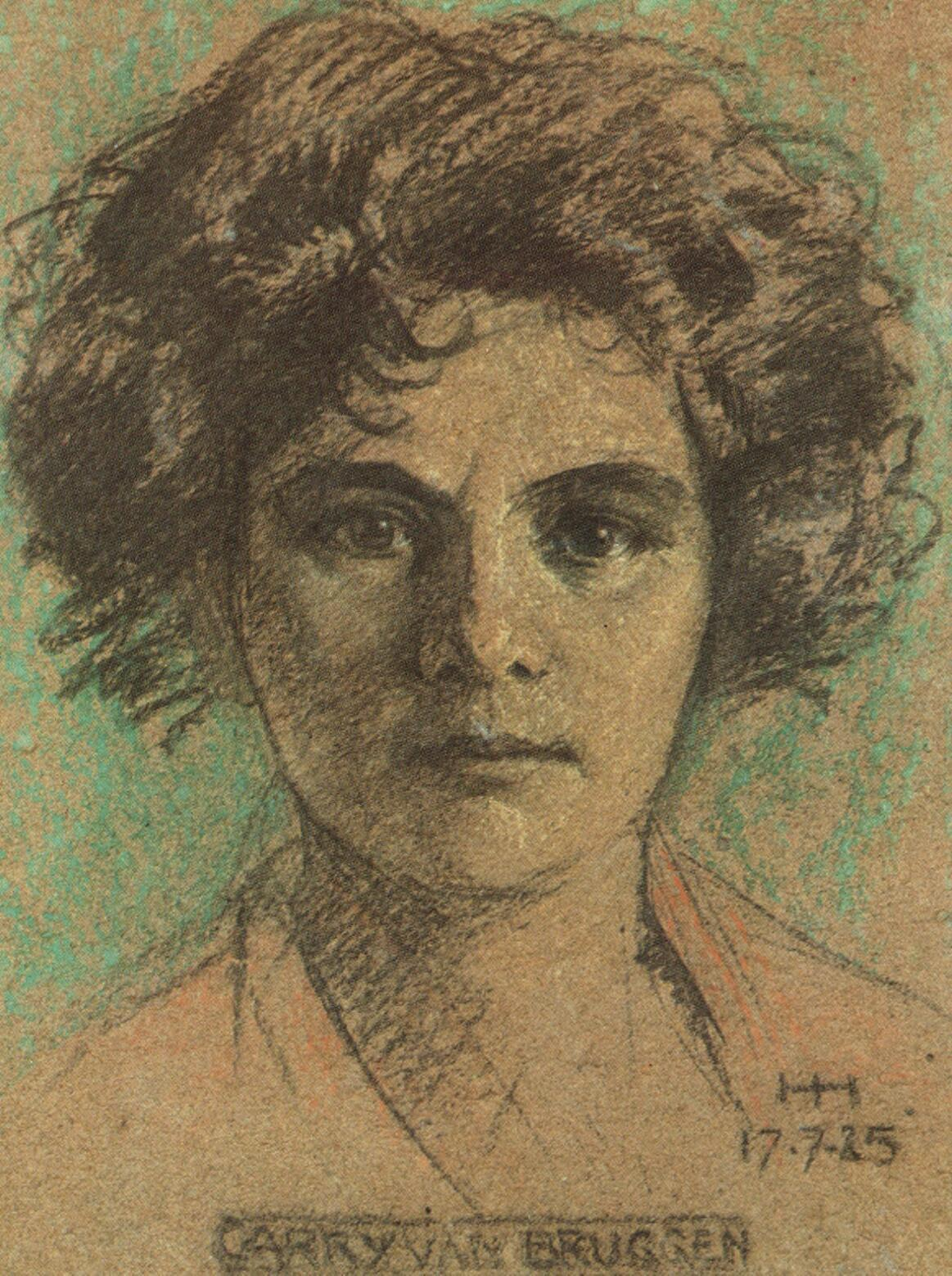
Carry van Bruggen